# Konin (Polònia)
Konin és una ciutat del voivodat de Gran Polònia, al centre-oest de Polònia. El 2016 tenia 75.607 habitants, és la tercera ciutat més poblada del voivodat. Es troba a l'eix Berlín-Poznań-Varsòvia-Moscou. El seu desenvolupament econòmic es deu principalment a la mineria, molt intensa des del 1950, però l'abandó progressiu de les explotacions es veu en la repercussió de la baixada demogràfica.

## Història
El lloc primitiu de Konin és un illot al lloc on la ruta Kalisz-Kruszwica creuava el Varta. Es va convertir ràpidament en un lloc de pas a les rutes comercials que anaven de nord a sud i d'est a oest. Va rebre els drets de Magdeburg el 1293. El destí de la vila està lligat al de Polònia. El 1331 fou destruït pels cavallers teutònics. Casimir III va reconstruir la vila i va emmurallar-la. Va instal·lar-se una starosta al castell (avui dia desaparegut) i la vila es va convertir en capital del districte judicial. Va desenvolupar-se ràpidament gràcies a l'arribada de molts artesans, i va esdevenir un important centre cultural i va acollir nous corrents religiosos. El 1600 van ser els metges que exercien a Konin els qui van fundar a la Universitat Jagellònica de Cracòvia la càtedra d'anatomia més antiga de Polònia.
Al segle xvii tot d'epidèmies, incendis i guerres amb Suècia varen provocar el declivi de la vila. El 1815, amb la desaparició del Gran Ducat de Varsòvia, Konin es troba al Tsarat de Polònia controlat per Rússia. El 1863 la vila va participar en l'aixecament de gener. La repressió de les autoritats tsaristes hi fou severa i la vila va perdre durant molt de temps el seu estatus de centre regional.
La situació econòmica no va veure's millorada després de la independència de Polònia el 1918. Les condicions de vida dels habitants van ser miserables. No hi havia xarxa d'aigües ni de deixalles. La vila no va veure's beneficiada de la revolució industrial. La crisi econòmica del període d'entreguerres va ser especialment dura en aquesta regió. La situació no va començar a millorar fins a l'obertura de la vila gràcies a l'arribada de la via ferroviària Poznań-Varsòvia i a la construcció del canal que unia el Varta amb el llac de Gopło.
Durant la Segona Guerra Mundial Konin va formar part de les terres annexionades per Alemanya. Als boscos que hi ha prop de la vila, els nazis van procedir a execucions massives de polonesos, principalment de jueus. Els jueus representaven el 30% de la població abans de la guerra.
Després de la guerra, la vila va tenir un nou ressorgiment econòmic, gràcies al descobriment de jaciments de carbó, la qual cosa va provocar una explosió demogràfica. De 12.145 habitants que tenia la vila el 1950 va passar a tenir-ne 40.744 el 1970, i 79.359 el 2010.